# Angelica japonica
Angelica japonica är en växtart i släktet kvannar (Angelica) och familjen flockblommiga växter. Den beskrevs av Asa Gray 1859.
Arten är en perenn ört som återfinns på Koreahalvön och i Japan.

## Varieteter
Arten har tre accepterade varieteter:
- A. japonica var. boniensis
- A. japonica var. hirsutiflora
- A. japonica var. japonica